# Batman (filmserie)
Batman är en amerikansk filmserie från 1943, producerad av Columbia Pictures, som är indelad i 15 kapitel. Serien är den första filmatiseringen av DC Comics superhjälte Batman. Filmserien, som producerades under Andra världskriget, fungerade som amerikansk antijapansk krigspropaganda.
Sex år efter seriens produktion fick den en uppföljande serie, Batman and Robin.

## Handling
Batman och Robin kämpar mot doktor Daka, en japansk vetenskapsman och agent till Hirohito som har uppfunnit en apparat som förvandlar människor till pseudozombier. Han har en bas i ett lustigt hus med skräcktema i ett japanskt område i staden. Daka gör ett flertal försök att besegra den dynamiska duon tills han slutligen faller mot sin död när Robin trycker på fel knapp, vilken öppnar en fallucka till en grop med krokodiler.

## Medverkande
- Lewis Wilson – Batman/Bruce Wayne
- Douglas Croft – Robin/Dick Grayson
- J. Carrol Naish – Dr. Tito Daka/Prince Daka
- Shirley Patterson – Linda Page
- William Austin – Alfred Pennyworth
- Robert Fiske – Foster

## Kapitel
1. The Electrical Brain
2. The Bat's Cave
3. The Mark of the Zombies
4. Slaves of the Rising Sun
5. The Living Corpse
6. Poison Peril
7. The Phoney Doctor
8. Lured by Radium
9. The Sign of the Sphinx
10. Flying Spies
11. A Nipponese Trap
12. Embers of Evil
13. Eight Steps Down
14. The Executioner Strikes
15. The Doom of the Rising Sun